# Basílica de Santa Cristina (Bolsena)

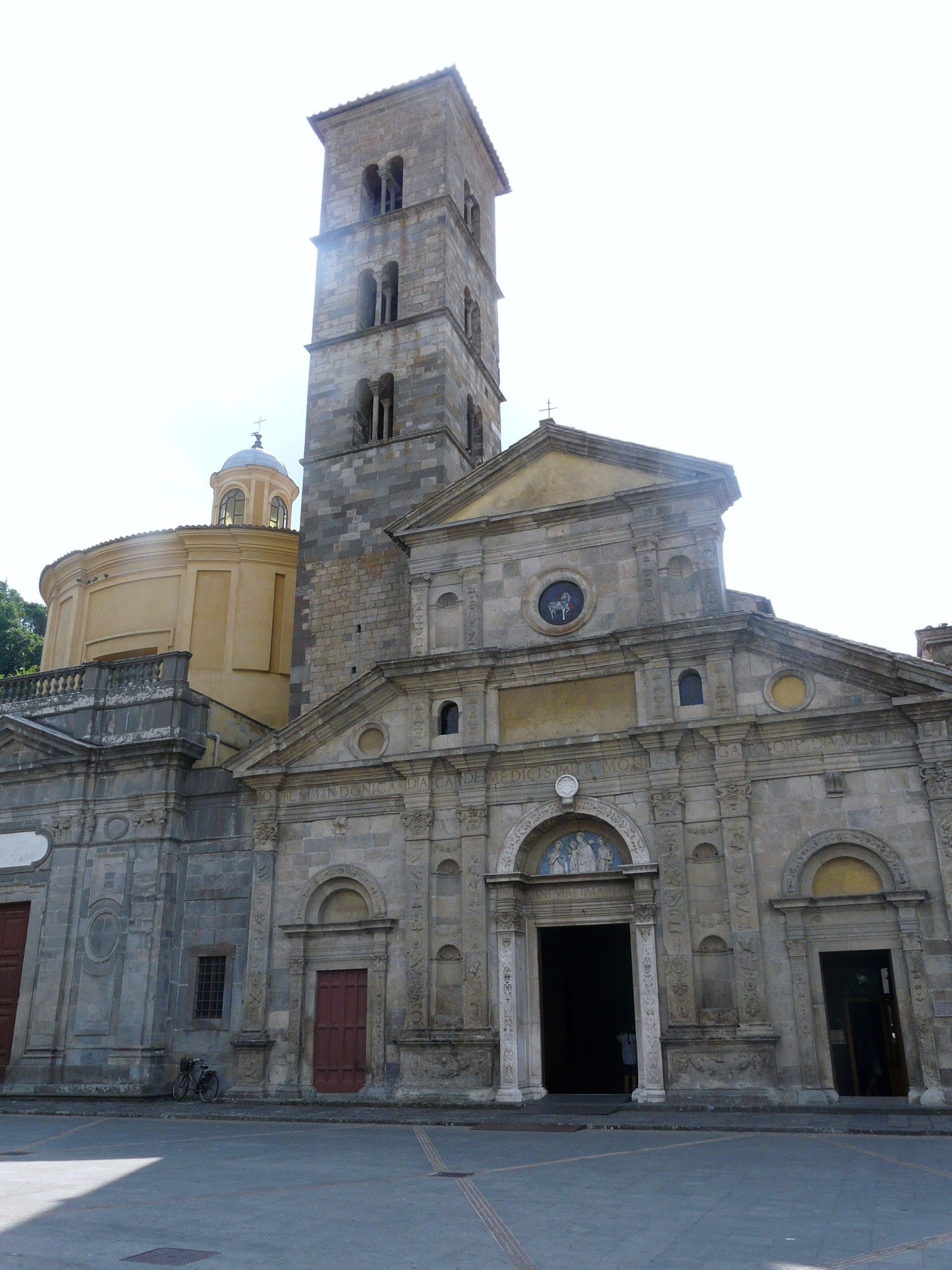
Fachada renacentista

Santa Cristina es una iglesia basílica católica en Bolsena, provincia de Viterbo, región del Lacio, Italia. La iglesia es conocida por ser el sitio de un milagro eucarístico en 1263, inmortalizado por La Misa en Bolsena de Rafael en el palacio del Vaticano. También fue el lugar de entierro de la mártir y santa Cristina de Bolsena.

## Historia

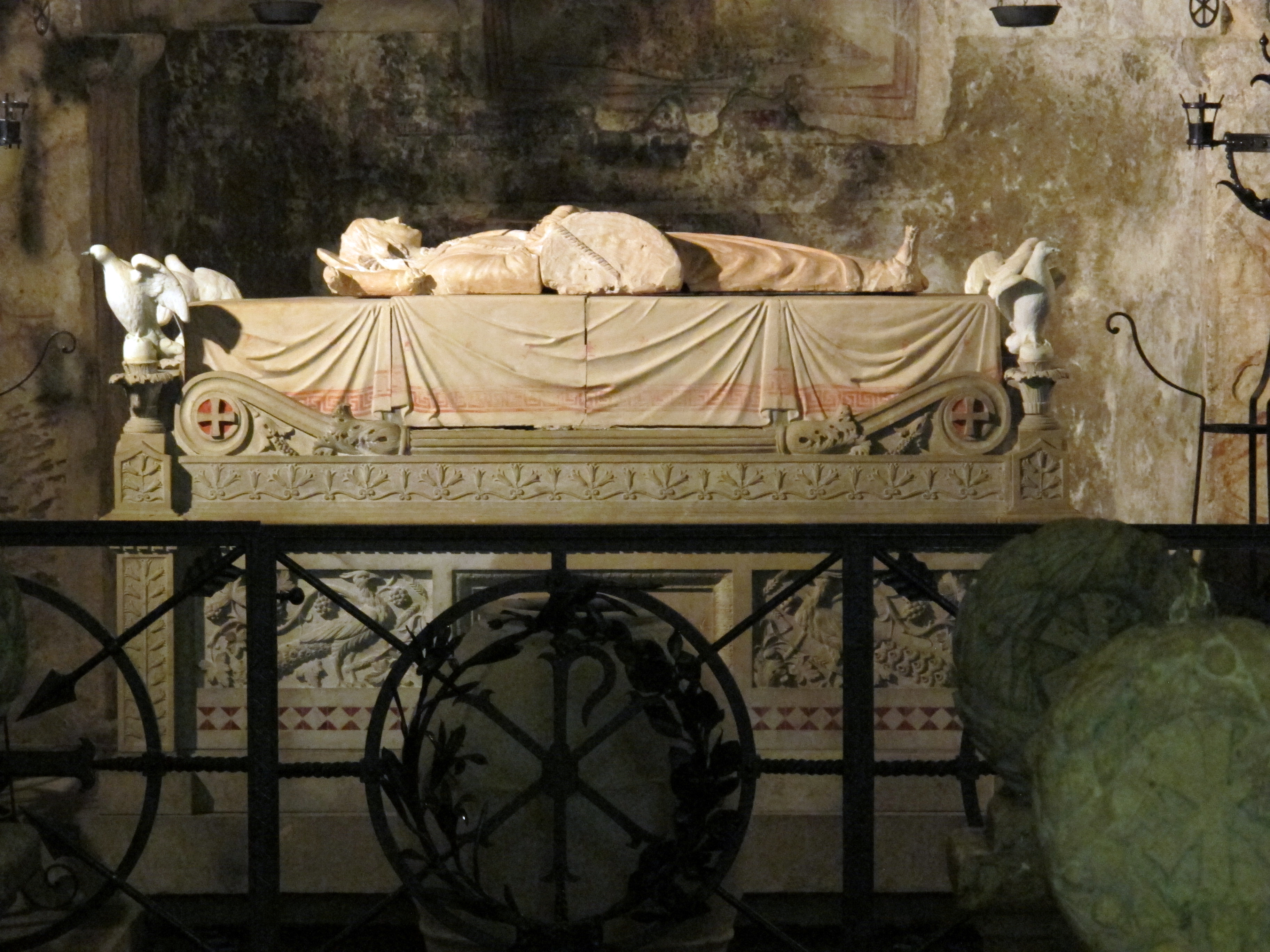
La tumba de Santa Cristina con la escultura de Buglioni en el centro, la estatua ilustra la piedra utilizada en el intento de ahogarla.

La iglesia fue consagrada por el papa Gregorio VII en 1077. La fachada fue encargada por el papa León X y se completó de 1492 a 1494 con diseños de Francesco y Benedetto Buglioni. Las dos entradas tienen lunetas policromadas de los artistas florentinos, al estilo de Della Robbia. A la izquierda de la fachada se encuentra la entrada exterior del rococó tardío a la Capilla del Milagro. El alto campanario del siglo XIII tiene ventanas de estilo románico.

## Interior
El interior tiene tres naves y tiene frescos de los siglos XIV al XVI. El altar mayor tiene un políptico (de alrededor del 1450) por Sano di Pietro.
A la derecha de la nave hay dos capillas. La primera es la Capilla del Santísimo Sacramento con un tabernáculo de Buglioni. La segunda capilla, dedicada a Santa Lucía, tiene frescos del siglo XV de Giovanni Andrea de Ferrari y un busto de la santa de Buglioni.

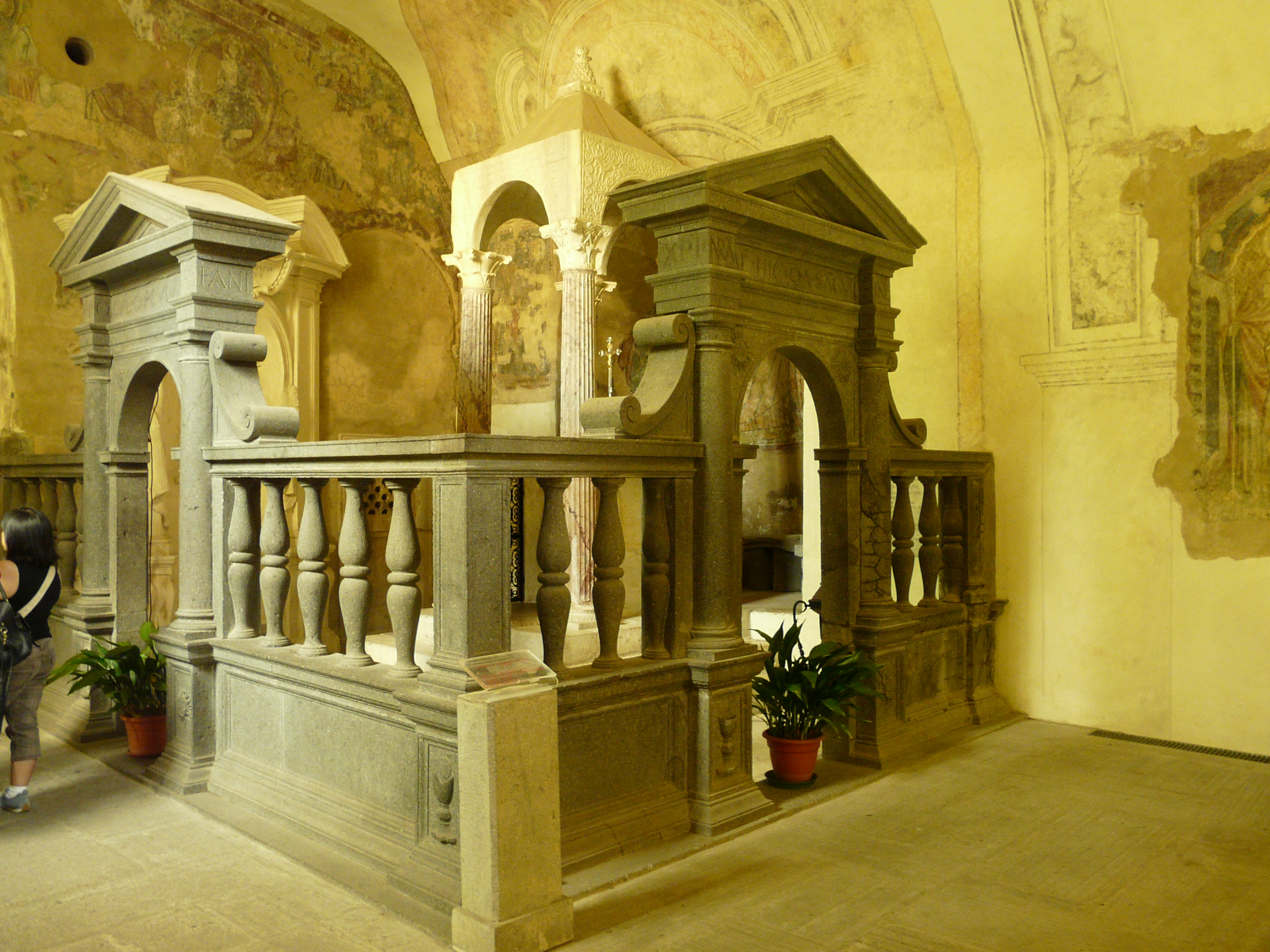
Altar del Milagro dentro de la Gruta de Santa Cristina

A la izquierda de la nave, se puede acceder a la Capilla del Milagro (Eucarístico) a través de una entrada de mármol. La capilla ahora está englobada en una gran capilla de estilo barroco tardío a la izquierda de la iglesia con una cúpula cilíndrica, diseñada por Tommaso Mattei. La fachada fue diseñada en 1693 por Virginio Vespignani. El retablo mayor representa el milagro, pintado por Francesco Trevisani. Debajo de la pintura, en el altar, se creó un marco dorado (1940) que contiene la piedra manchada de sangre, que supuestamente es una reliquia del milagro. La propia Eucaristía está expuesta en la Catedral de Orvieto.
Junto a esta capilla se encuentra la entrada a la Gruta de Santa Cristina, que alberga enterramientos paleocristianos. La capilla tiene una balaustrada que protege el verdadero altar del milagro. La capilla tiene un ícono de terracota del santo que yace junto a la roca usada para tratar de lograr su martirio a la edad de 11 años, de Benedetto Buglioni. También hay un muro con las huellas del fallido ahogamiento de la santa. Debajo de la estatua de Buglioni se encuentra el sarcófago del siglo IV, que contenía las reliquias de la santa.